# London International Horse Show

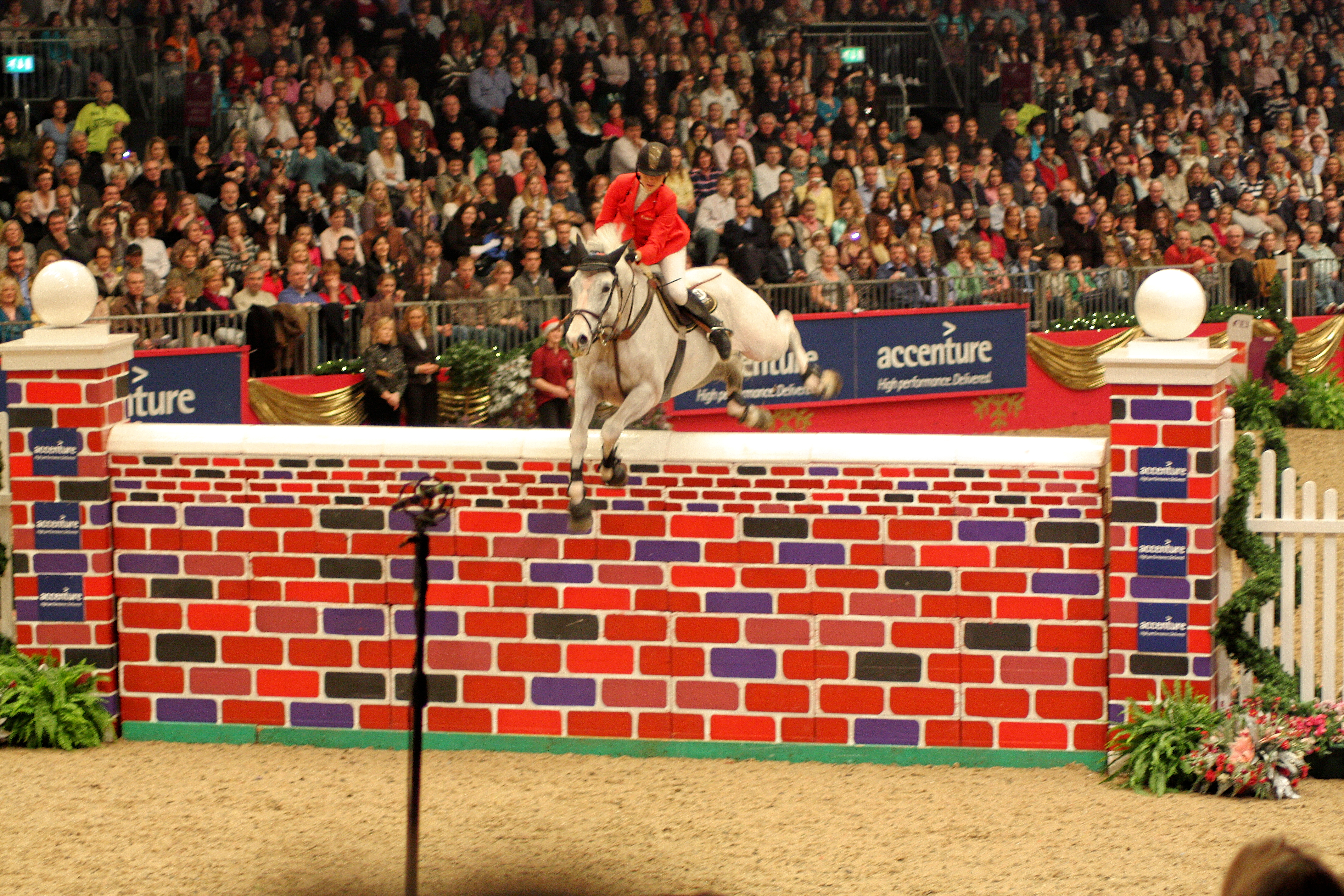
Ellen Whitaker mit Ladina B beim Mächtigkeitsspringen, Olympia London International Horse Show 2008

Die London International Horse Show ist ein Reitturnier in London, England, das als eines der größten Turniere des Vereinigten Königreichs gilt. Es ist als CSI 5*-W, CDI-W und CAI-W ausgeschrieben und wird jeweils am letzten Wochenende vor Weihnachten ausgetragen.

## Geschichte
2007 feierte das Turnier sein 100-jähriges Bestehen und zählt damit zu den ältesten noch ausgetragenen Turnieren im Pferdesport.
Zu Beginn trug die Veranstaltung den Namen Royal International Horse Show, damit ist heute noch das britische Nationenpreisturnier im Springreiten gemeint, das über Jahrzehnte in der Olympia Grand Hall ausgetragen wurde. Das Nationenpreisturnier wechselte später den Veranstaltungsort und wird nun in Hickstead ausgetragen. Das Turnier in der Olympia Hall blieb unter dem Namen Olympia Horse Show bzw. Olympia - The London International Horse Show jedoch bestehen.
Bereits im Jahr 1909 schrieb das Turnier Geschichte. Im Rahmen des Turniers wurde der erste Nationenpreis in der Geschichte der zu dieser Zeit noch jungen Disziplin Springreiten ausgetragen.
Ein weiteres Mal ging das Turnier im Dezember 2009 in die Geschichte ein: Im Rahmen der Grand Prix Kür erritten Edward Gal und Totilas eine Wertung von 92,300 % und stellten damit einen neuen Weltrekord in der Grand Prix Kür auf.
Nachdem das Turnier 2020 aufgrund der COVID-19-Pandemie ausgefallen war, brachte auch das Jahr 2021 Veränderungen. In diesem Jahr begann der für die Dauer mehrerer Jahre vorgesehene Umbau des Olympia Exhibition Centre. Daher wurde das Turnier in das Exhibition Centre London verlagert und fand erstmals im Dezember 2021 unter dem Namen The London International Horse Show at ExCeL statt.

## Ablauf
Die London International Horse Show gilt in ihrer Art als besonderes Turnier: Sich berufend auf die Tradition des Turniers gilt für alle Beteiligten am Turniergeschehen (mit Ausnahme der Reiter) Anzugpflicht. Auch der Aufbau des Turniers ist im Vergleich mit anderen großen Pferdesportveranstaltungen ungewöhnlich: Von Donnerstag bis Montag besteht das Programm aus jeweils zwei Abschnitten pro Tag. Mittelpunkt eines jeden Abschnitts ist ein sich über das ganze Turnier wiederholendes Showprogramm, um das sich jeweils Springprüfungen gruppieren. Ebenfalls finden sich in den Abschnitten Prüfungen wie Dogagility und Shetlandponyrennen. Trotz dieses Aufbaus erfreut sich das Turnier stets eines hohen Publikumsaufkommens. Im Jahr 2013 wurde ein neuer Rekord aufgestellt, 95.276 Besucher kamen zum Turnier.
Viele Springprüfungen tragen, der Weihnachtsatmosphäre angepasst, besondere Namen, so zum Beispiel „The Santa Stakes“ oder auch „The Christmas Pudding Stakes“. Die Ritte der Springprüfungen wurden für das Publikum unter anderem von der englischen Springreiterlegende Geoff Billington, oft spaßhaft, kommentiert.
Im Rahmen des Turniers werden ein Weltcupspringen sowie eine Prüfung des Dressurweltcups ausgetragen.

### Dressur
Die ersten beiden Tage des Turniers (Montag und Dienstag) bestehen nur aus einem Abendprogramm. Am Montag wird ausschließlich der Grand Prix de Dressage ausgetragen. Der Grand Prix ist die Qualifikationsprüfung für die Grand Prix Kür, die Wertungsprüfung des Dressurweltcups ist. Diese findet am Dienstagabend statt. Die Kür war im Jahr 2014 mit 40.000 € dotiert. An diesem Abend wird auch erstmals das Showprogramm gezeigt.
Mehrfach wurden bei der Olympia London International Horse Show Rekorde in den Grand Prix-Prüfungen aufgestellt. Nach dem Weltrekordritt von Charlotte Dujardin und Valegro im Dezember 2014 äußerte sich der Chefrichter der Prüfung, Stephen Clark: „Charlottes Ritt war einfach nicht von dieser Welt. 2009 habe ich wirklich gedacht, so etwas würden wir nie wieder sehen. Ich weiß nicht, was dieses Turnier mit den Pferden macht, dass sie hier so außergewöhnlich gehen. Aber sie sind unglaublich hier.“

#### Sieger: Grand Prix Kür
(Liste ab 2006)
| - 2006: Imke Schellekens-Bartels mit Sunrise (79,550 %) - 2007: Anky van Grunsven mit Salinero (83,050 %) - 2008: Adelinde Cornelissen mit Parzival (80,750 %) - 2009: Edward Gal mit Totilas (92,300 %) - 2010: Adelinde Cornelissen mit Parzival (83,650 %) - 2011: Laura Bechtolsheimer mit Mistral Hojris (83,975 %) - 2012: Charlotte Dujardin mit Valegro (87,975 %) - 2013: Charlotte Dujardin mit Valegro (93,975 %) - 2014: Charlotte Dujardin mit Valegro (94,300 %) - 2015: Carl Hester mit Nip Tuck (83,750 %) |  |  | - 2016: Carl Hester mit Nip Tuck (84,669 %) - 2017: Patrik Kittel mit Delaunay OLD (80,560 %) - 2018: Frederic Wandres mit Duke of Britain (80,030 %) - 2019: Charlotte Dujardin mit Freestyle (87,520 %) - 2021: Charlotte Dujardin mit Gio (89,040 %) |

### Gespannfahren

#### Weltcup Vierspännerfahren
Seit dem Jahr 2012 ist die Olympia London International Horse Show Wertungsprüfung des Weltcups der Vierspännerfahrer. Ein Jahr zuvor wurden erstmals Prüfungen im Gespannfahren durchgeführt. Die Einlaufprüfung wurde 2015 am Freitagmittag durchgeführt, am Abend des Folgetages fand die Weltcup-Wertungsprüfung statt.
Sieger:

- 2011:  IJsbrand Chardon mit seinem Gespann
- 2012:  Boyd Exell mit seinem Gespann
- 2013:  IJsbrand Chardon mit Feles, Illem, Inci, Maestoso X-28 Fegyenc 2 und Maestoso X-30 Magus
- 2014:  Boyd Exell mit Bajnok, Ajax, Conversano Poker und Clinton Star
- 2015:  IJsbrand Chardon mit Feles, Illem, Inci und Maestoso X-30 Magus
- 2016:  Boyd Exell mit Bajnok, Clinton Star, Costa und Demi
- 2017:  IJsbrand Chardon mit Baturra Lix, Feles, Incitato Pandur und Maestoso X-30 Mágus
- 2018:  Boyd Exell mit Bajnok, Barny, Demi und Rocket
- 2019:  Boyd Exell mit Bajnok, Barny, Demi und Rocket
- 2021:  Boyd Exell mit Bajnok, Conversano Poker, Mad Max und Neapolitano Nimrod

### Springreiten

#### Christmas Puissance
Das erste Publikumshighlight der Springprüfungen ist „The Christmas Puissance“, ein Mächtigkeitsspringen. Diese Prüfung wird im Abendprogramm des Freitags durchgeführt. Sie war 2019 mit 27.000 € dotiert und führte im fünften Stechen über 2,18 Meter.
Sieger:

(Liste ab 2006)
- 2006: geteilter Sieg von drei Reitern:  Markus Fuchs,  John Whitaker und  Robert Whitaker
- 2007:  William Whitaker (18-jährig, somit bisher der jüngste Sieger) mit Leonardo
- 2008: geteilter Sieg von zwei Reitern:  William Whitaker mit Leonardo und  Ellen Whitaker mit Ladina B
- 2009: geteilter Sieg von fünf Reitern:  Pénélope Leprevost,  Natale Chiaudani,  Michael Whitaker,  Cian O’Connor und  Ellen Whitaker
- 2010:  Ben Maher mit Noctambule Courcelle
- 2011: geteilter Sieg von zwei Reitern:  Pius Schwizer mit Koby du Vartellier und  Guy Williams mit Richi Rich
- 2012:  Ben Maher mit Noctambule Courcelle
- 2013:  Luca Maria Moneta mit Quova de Vains
- 2014:  David Simpson mit Richi Rich
- 2015: geteilter Sieg von zwei Reitern:  Jos Verlooy mit Sunshine und  Hilmar Meyer mit Continuo
- 2016: geteilter Sieg von zwei Reitern:  Holly Smith mit Quality Old Joker und  Christopher Megahey mit Cruise Cavalier
- 2017:  Laura Renwick mit Top Dollar VI
- 2018: geteilter Sieg von zwei Reitern:  Mathieu Billot mit Dassler und  Guy Williams mit Mr Blue Sky UK
- 2019: geteilter Sieg von zwei Reitern:  William Whitaker mit Charly und  Michael Pender mit Hearton du Bois Halleux
- 2021:  Guy Williams mit Mr Blue Sky UK

#### Weltcupspringen
Jeweils am Sonntagnachmittag wird eine Wertungsprüfung der Westeuropaliga des FEI-Weltcups Springreiten bei der London International Horse Show durchgeführt. Hierbei handelt es sich um eine Springprüfung mit Stechen über 1,60 Meter. Die Prüfung war im Jahr 2015 mit 145.000 € dotiert.
Sieger:

(Liste ab 2006)
| - 2006: Markus Beerbaum mit Leena - 2007: Jessica Kürten mit Libertina - 2008: Edwina Alexander mit Itot du Château - 2009: Eric van der Vleuten mit Tomboy - 2010: Michael Whitaker mit Amai - 2011: Ben Maher mit Tripple X III - 2012: Marc Houtzager mit Tamino - 2013: Maikel van der Vleuten mit Sapphire B - 2014: Marco Kutscher mit Cornet's Cristallo - 2015: Emanuele Gaudiano mit Admara |  |  | - 2016: Scott Brash mit Hello M'lady - 2017: Julien Epaillard mit Zinius - 2018: William Whitaker mit Utamaro d'Ecaussines - 2019: Martin Fuchs mit The Sinner - 2021: Harry Charles mit Stardust |

#### Großer Preis
Den traditionellen Abschuss des Turniers bildet der Große Preis („The Olympia Grand Prix“) als letzte Prüfung des Montagabends. Auch hierbei handelt es sich um eine Springprüfung mit Stechen über 1,60 Meter. Die Dotation umfasste im Jahr 2015 100.000 €.
Im Großen Preis des Jahres 2015 lag nach dem Stechen zunächst Bertram Allen auf dem ersten Rang, wurde jedoch aufgrund einer blutenden Stelle an der rechten Flanke (Sporenmarke) seines Wallachs Quiet Easy disqualifiziert. Daraufhin rückte der zweitplatzierte Michael Whitaker als Sieger nach.
Sieger:

(Liste ab 2006)
| - 2006: Eugenie Angot mit Cigale du Taillis - 2007: Albert Zoer mit Okidoki - 2008: Laura Kraut mit Miss Independent - 2009: Cian O’Connor mit Rancorrado - 2010: Pénélope Leprevost mit Myss Valette - 2011: Dermott Lennon mit Lou-Lou - 2012: Marcus Ehning mit Sabrina - 2013: Ben Maher mit Tripple X III - 2014: Ben Maher mit Diva II - 2015: Michael Whitaker mit Viking |  |  | - 2016: Daniel Deußer mit Equita van't Zorgvliet - 2017: Alberto Zorzi mit Contanga - 2018: Alberto Zorzi mit Ulane de Coquerie - 2019: Scott Brash mit Vincent - 2021: Harry Charles mit Borsato |

#### Leading Rider of the Show
Aus den Ergebnissen der Springprüfungen des Turniers – im Jahr 2019 waren dies 11 Stück – wird jeweils der erfolgreichste Reiter des Turniers („Leading Rider of the Show“) ermittelt.
(Liste ab 2007)
| - 2007: Robert Whitaker - 2008: Ben Maher - 2009: Pius Schwizer - 2010: Marc Houtzager - 2011: Ben Maher - 2012: Ben Maher - 2013: Laura Renwick - 2014: Ben Maher - 2015: Ben Maher |  |  | - 2016: Malin Baryard-Johnsson - 2017: Harrie Smolders - 2018: Maikel van der Vleuten - 2019: Holly Smith - 2021: Harry Charles |

## Medien
Das Turnier wurde bis 2015 traditionell von Eurosport im Abendprogramm, überwiegend live, übertragen. Seitdem zeigte Eurosport 1 Aufzeichnungen der Weltcupprüfungen im Dressur- und im Springreiten. Auf der Internetseite des Turniers wurden mehrere Prüfungen als Livestream angeboten.